# Port lotniczy Arthur’s Town
Port lotniczy Arthur’s Town – port lotniczy w miejscowości Arthur’s Town, na wyspie Cat Island (Bahamy).